# Lator Géza (jégkorongozó)
Lator Géza (Máramarossziget, 1889. augusztus 7. – Budapest, 1976. december 15.) magyar jégkorongozó, játékvezető, a Magyar Jégkorong Szövetség alapítója.

## Pályafutása
A Budapesti Korcsolyázó Egylet jobbhátvédje. Játékosként öt Európa-, három világ- és egy olimpiai bajnokságon vett részt. Az Európa-bajnokságokon háromszor (1929, 1930 és 1931) végzett az 5., egyszer (1927) a hatodik és egyszer (1928) a 10. helyen, a világbajnokságokon a csúcsszereplést az 1930-ban elért 6. hely jelentette. Az 1928-as téli olimpián a 11. helyen végzett a magyar válogatottal. Az 1942-ben megalakult Magyar Országos Jégkorongszövetség első elnöke. A hazai jégkorong fejlődése érdekében végzett munkájáért 2011-ben posztumusz kitüntetésben részesült.